# Jugend des Deutschen Alpenvereins

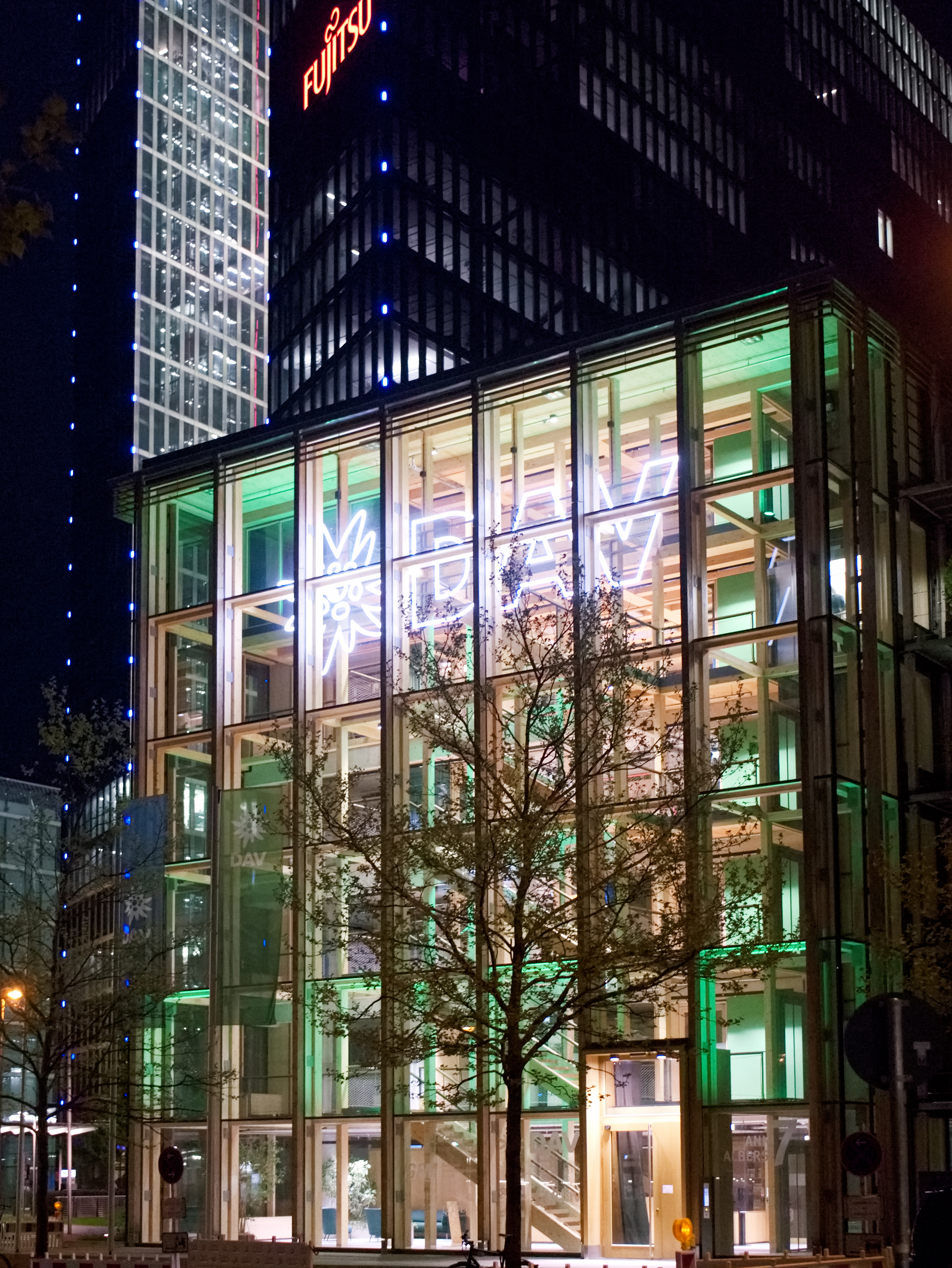
Bundesgeschäftsstelle bei Nacht, Mai 2022

Die Jugend des Deutschen Alpenvereins (JDAV) ist die Jugendorganisation des Deutschen Alpenvereins (DAV) und als eigenständiger Jugendverband öffentlich anerkannter Träger der freien Kinder- und Jugendhilfe. Zur JDAV gehören alle Mitglieder des DAV bis 27 Jahre sowie alle Jugendleiter und die gewählten Funktionsträger der JDAV. Ende 2020 waren dies rund 356.000 junge Menschen in den 355 bundesweiten Sektionen des Deutschen Alpenvereins. Die Jugendarbeit innerhalb des Deutschen Alpenvereins findet in den Jugendgruppen der Sektionen statt und wird dort von den ehrenamtlichen Jugendleitern gestaltet. Die Jugend des Deutschen Alpenvereins verfügt seit 1994 über eine eigene Jugendbildungsstätte in Hindelang.

## Geschichte

### Die Anfänge der Jugendarbeit im DuOeAV von 1890 bis 1915
In den ersten Jahren des am 9. Mai 1869 in München gegründeten Deutschen Alpenvereins (DAV) kam der Jugendarbeit kaum Beachtung zu, lediglich die Errichtung und Förderung von Jugendherbergen fand ab etwa 1890 Eingang in den Tätigkeitsbereich des Vereins. Bis zum Jahr 1913 waren es hauptsächlich die akademischen Sektionen, die bevorzugt die studentische Jugend für die Mitarbeit im Deutschen und Österreichischen Alpenvereins (DuOeAV) zu gewinnen suchten. Nur unter der Leitung von älteren und erfahrenen Führenden wurden ausgedehnte Jugend-Alpenwanderungen unternommen. Die „Förderung des Jugendalpenwanderns“ wurde grundsätzlich begrüßt, zu einer finanziellen Unterstützung konnte sich der DuOeAV jedoch vorerst nicht durchringen.
Erst 1913 wurde von der Sektion Hochland die „Freie Vereinigung zur Einführung und Pflege von Jugendbergfahrten“ gegründet und damit die erste Jugendgruppe im DuOeAV ins Leben gerufen. Mit Unterstützung der Sektion München wurde an die Generalversammlung des DuOeAV der Antrag gestellt, die Jugendalpenfahrten zu fördern und Jugendgruppen Ermäßigung auf Schutzhütten zu gewähren. Der Antrag wurde angenommen. An der ersten Jugendbergfahrt auf den Jochberg beteiligen sich 17 Jugendliche. Im Laufe des Jahres bildete sich auf Anregung des späteren Mitglieds Professor Ernst Enzensperger und unter Vorsitz der Sektion Hochland der „Münchner Ortsausschuss für Jugendwanderungen“, dem einige Sektionen und andere Münchner Vereine angehörten. Die Sektion galt als Initiator und Wegbereiter des Jugendalpinismus im DuOeAV.
Interessant sind die Motive, aus denen heraus Jugendarbeit im DuOeAV dargelegt wurde. Für die Befürworter des Jugendwanderns soll die Jugend mit der Heimat vertraut werden, sie begründeten ihr Vorhaben aber auch militärisch und mit einer gewissen Sehnsucht nach Zucht und Ordnung. Der Erste Weltkrieg brach aus und alle Bemühungen der Jugendarbeit des DuOeAV kamen zum Erliegen.

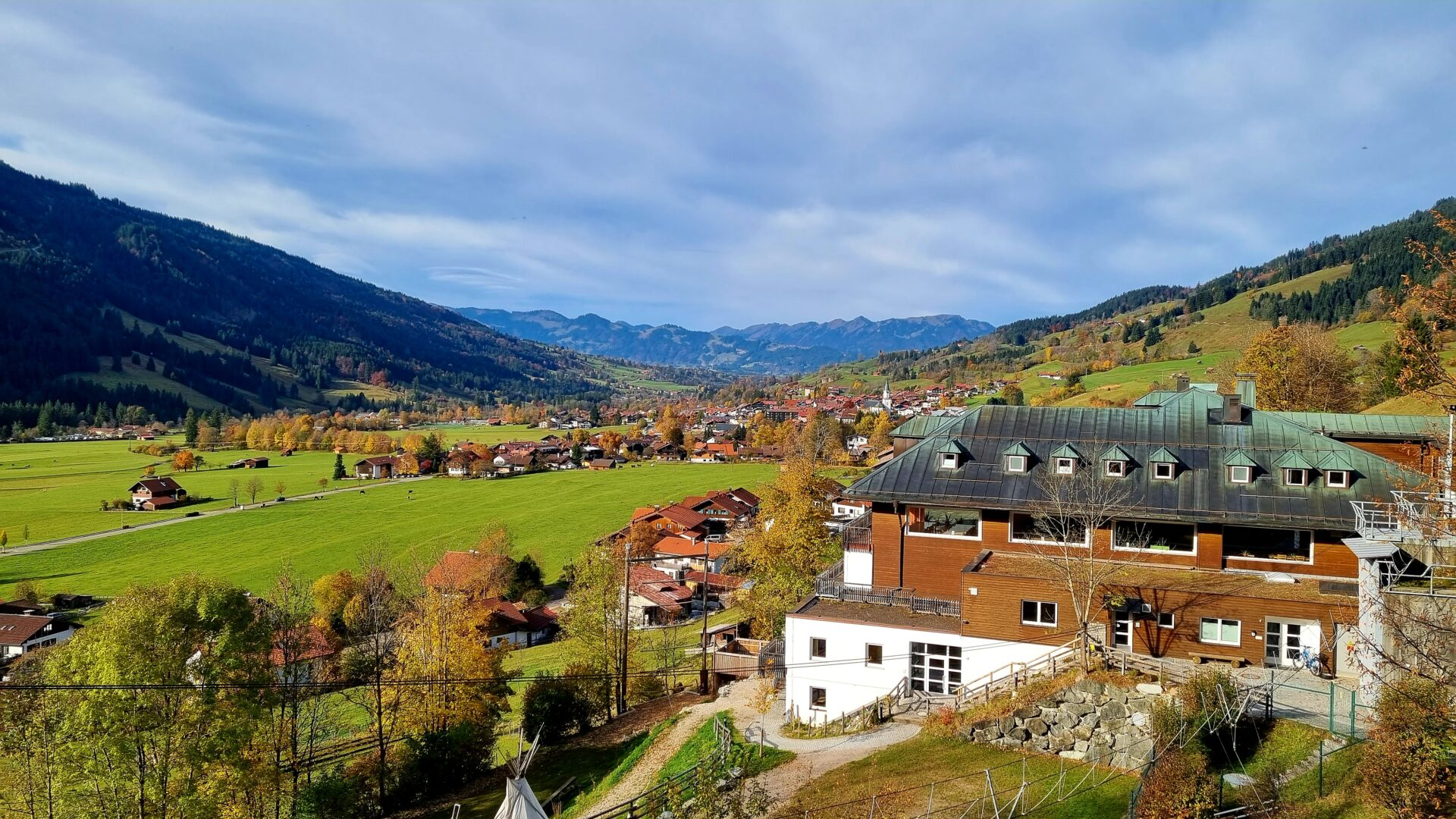
Jugendbildungsstätte Hindelang mit Blick auf Bad Hindelang

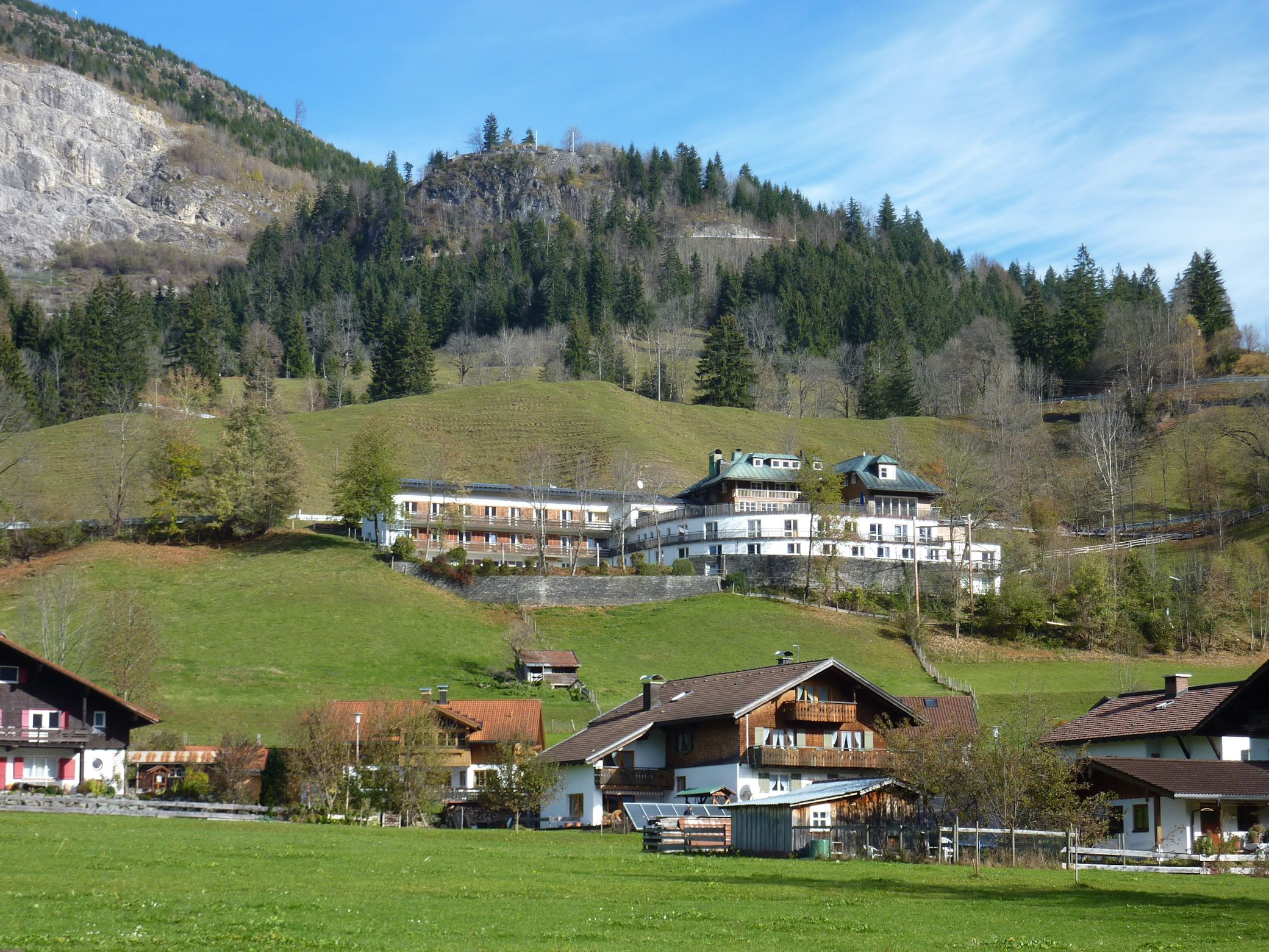
Jugendbildungsstätte Hindelang mit Umgebung

### Jugendarbeit im DuOeAV und DAV von 1915 bis 1945
Der Erste Weltkrieg brachte einen gewissen Stillstand in Sachen Jugendarbeit, jedoch trat nach dessen Ende das Thema Jugend verstärkt in den Vordergrund. Es begann eine Auseinandersetzung um deren Ziele. Die eine Seite ordnete die erstrebenswerten hohen Ziele der Jugenderziehung ihrer militärischen Nützlichkeit unter, die andere wandte sich strikt gegen jede Jugenderziehung, befürwortete dagegen eine Jugendbewegung, wie sie etwa der Wandervogel darstellte, in dem die Jugend selbst und von sich aus die hohen Ziele anstrebte: Nicht Jugenderziehung, sondern Jugendbewegung! In diesem Sinne lenkte der Hauptausschuss des DuOeAV – vorangetrieben von Ernst Enzensperger als dem ersten Jugendreferenten und noch vor Beendigung des Krieges – die Entwicklung in geordnete Bahnen, indem er im September 1918 den Sektionen „Grundsätze und Richtlinien für die Errichtung von Jugendgruppen der Sektionen“ empfahl.
Am 11. Oktober 1919 auf der 45. Hauptversammlung in Nürnberg gelang Ernst Enzensperger mit seinen Mitstreitern dann der Durchbruch in der „Frage des Jugendwanderns“, indem er auch nationale Überlegungen ins Feld führte: „Wir haben augenblicklich überall die Erkenntnis, daß das kostbarste nationale Gut, das wir haben, die Jugend ist und dass ihre Ausbildung nicht für den Verein allein, sondern für das Vaterland lebensnotwendig ist.“ Besonders der letzte Passus im dritten Leitsatz kann als endgültiger Startschuss für die systematische Jugendarbeit im Deutschen und Österreichischen Alpenverein gelten: „Besonders wichtig ist es, die Jugend mit richtigem bergsteigerischen Geiste zu erfüllen, weshalb, wenn irgend tunlich, jede Sektion eine Jugendabteilung ins Leben rufen sollte.“
1923 und 1925 folgten weitere organisatorische Maßnahmen zur Ausgestaltung der alpinen Jugendarbeit. Es gab jedoch keinen geschlossenen Jugendverein innerhalb des DuOeAV, sondern einzelne Jugendgruppen, die den Sektionen angegliedert waren. Die Jugendgruppen standen unter der Obhut der Sektion, waren aber selbständig. 1928 genehmigte der Hauptausschuss in den sogenannten Stuttgarter Richtlinien die generelle Einrichtung von Jungmannschaften im DuOeAV. Des Weiteren wurde beschlossen einen Ausweis, Abzeichen, Unfall- und Haftpflichtversicherung, Regelungen für Ermäßigungen auf Hütten und Herbergen und finanzielle Beiträge des DuOeAV, einzuführen. Ende 1929 gab es bereits 21 Jungmannschaften mit 598 Mitgliedern. Mit der Aufnahme des Vereinszwecks „Förderung des Jugendwanderns“ 1927 in die Satzung des DuOeAV und mit der Einführung der Jungmannschaften, wurde in den Aufbau der Jugendarbeit innerhalb des DuOeAV ein Schlusspunkt gesetzt.
Um die Situation auch außerhalb des Vereins zu klären, bildeten sich in den neun Bundesländern Österreichs Landesstellen für alpines Jugendwandern, die sich mit anderen alpinen und verwandten Vereinen abstimmten. Die österreichischen Landesverbände schlossen sich 1927 mit dem Landesverband Bayern zur „Arbeitsgemeinschaft Bayern-Österreich für alpines Jugendwandern“ zusammen. Vorsitzende der Arbeitsgemeinschaft wurden für Deutschland Ernst Enzensperger und für Österreich R. Greenitz. Zugleich wurde im DuOeAV ein Unterausschuss für alpines Jugendwandern eingerichtet. Die Arbeitsgemeinschaft wurde von den zuständigen Behörden und vom DuOeAV genehmigt und unterstützt. Damit hatte der DuOeAV die Führung im alpinen Jugendwandern in seinem gesamten deutsch-österreichischen Arbeitsgebiet gewonnen, der seit 1913 festgelegte Plan einer einheitlichen Organisation war erfüllt.
1936 wurde zwischen der Hitlerjugend und dem Deutschen Reichsbund für Leibesübungen (DRL) ein Abkommen geschlossen, das die Jugendarbeit allein der Hitlerjugend unterstellte. Nach Ende des Zweiten Weltkrieges, im Zuge der Neugründung des Deutschen Alpenvereins, wurde die freie Jugendarbeit in Deutschland und somit auch die Arbeit der Alpenvereinsjugend wieder neu aufgebaut und organisiert.

### Jugendarbeit im DAV von 1945 bis 1990

#### FDJ in Ostdeutschland
Mit dem formellen Verbot des Deutschen Alpenvereines aus dem Jahr 1945 wurden alle bestehenden Sektionen des DAV einschließlich ihren Jugendabteilungen aufgelöst. Im Januar 1948 ordnete die Sowjetische Militäradministration an, dass mit sofortiger Wirkung das organisierte Bergsteigen und Klettern der „Klubs“ untersagt sei. Im Frühjahr 1948 wurde in Sachsen der bisher kommunal organisierte Sport nach und nach der Führung der Freien Deutschen Jugend (FDJ) übergeben. Am 16. Juni konstituierte sich ein zentraler Sportausschuss beim Zentralrat der FDJ. Er war nun für die Leitung des Sports in allen fünf Ländern der Sowjetischen Besatzungszone (SBZ) verantwortlich. Mit dem Aufruf der FDJ zu einer homogenen demokratischen Sportbewegung am 1. August 1948 wurden dann erneute Jugendaktivitäten begründet, u. a. gab es ab diesem Zeitpunkt eine FDJ-Sportgemeinschaft Bergsteigen. Erst nach der Wende und friedlichen Revolution in der DDR sowie der Fall der Mauer am 9. November 1989, gründeten sich die verbotenen Sektionen des Deutschen Alpenvereins und ihre Jugendabteilungen in den ostdeutschen Bundesländern neu. Einer der ersten Wiedergründungen am 21. Dezember 1989 war der Sächsische Bergsteigerbund.

#### JDAV in Westdeutschland

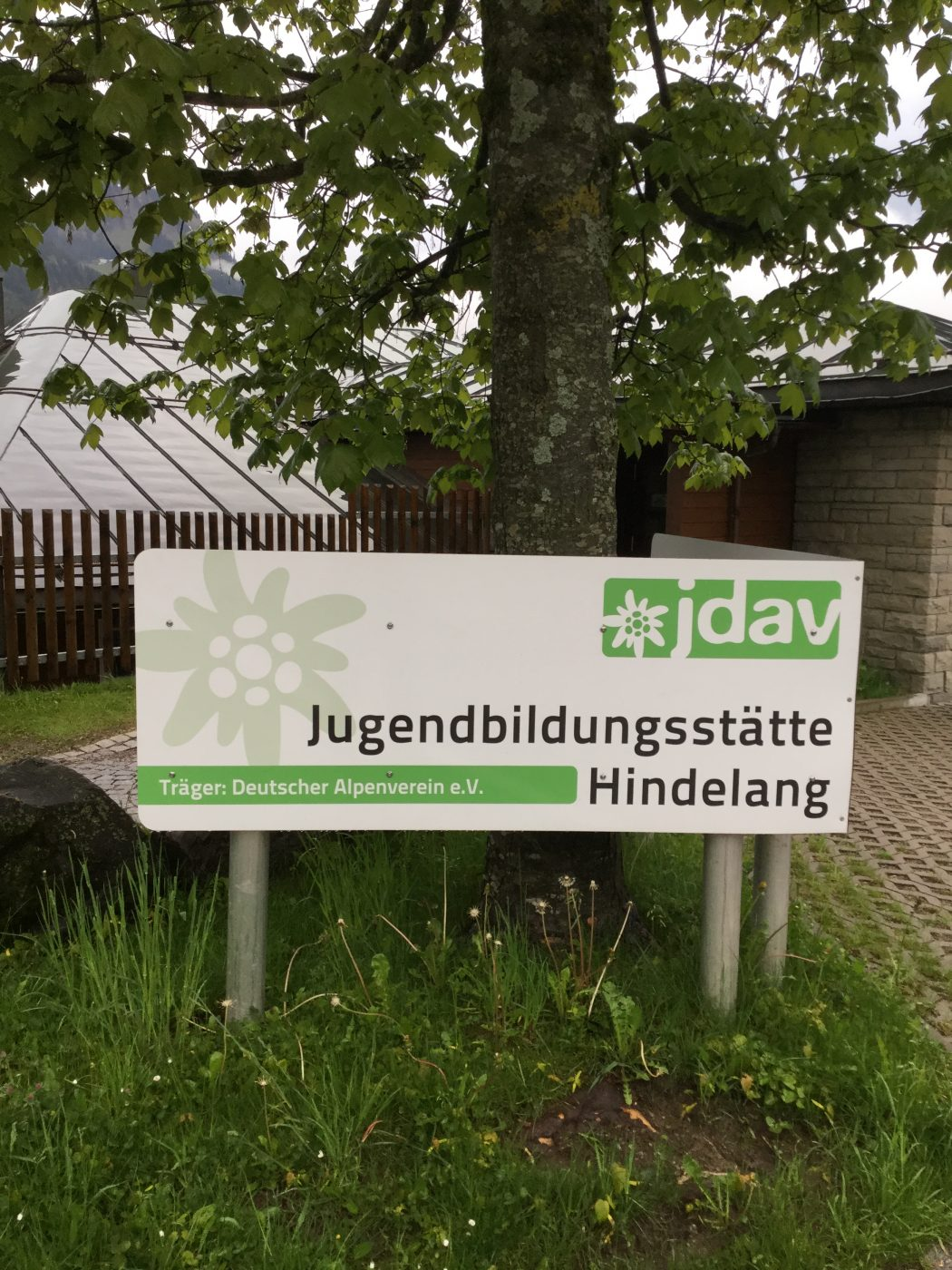
Jugendbildungsstätte Hindelang Eingangsbereich

Der Deutsche Alpenverein war zunächst nach dem Zweiten Weltkrieg nach dem alliierten Kontrollratsgesetz Nummer 2 verboten. Mit der Wiedergründung des Deutschen Alpenvereins 1950 begann zugleich auch die Wiederherstellung der Jugendarbeit, die bei einer Mehrzahl der Sektionen bereits noch während der Verbotszeit eingesetzt hatte. Dabei wurden die ehemalige Einteilung in Jugendgruppen und Jungmannschaften ebenso wie die vorherigen Ermäßigungen und Versicherungen wiederhergestellt. Bei der Neugründung des Landesverbandes Bayern für Jugendwandern und Jugendherbergen 1946 wurde Ernst Enzensperger wieder Vorsitzender und blieb bis 1949 im Amt. Bereits 1950 erhielt die Jugend eine eigene Rubrik in den Alpenvereinsmitteilungen und ab 1955 eine eigene Jugendzeitschrift, die „Jugend am Berg“.
Die Jahrzehnte nach dem Ende des Zweiten Weltkriegs können organisatorisch als schrittweisen Weg in die Eigenständigkeit der JDAV angesehen werden. Der neu errichtete eigene Unterausschuss für Jugendfragen 1955/1956, erlangte erst 1975 seine tatsächliche Eigenständigkeit, agierte jedoch vorher schon zunehmend selbstverantwortlich. Das politischere Selbstverständnis der Jugend-DAV und das Engagement im Naturschutz führten 1975 zur Änderung der Satzung, der Deutsche Alpenverein bekannte sich zur politischen Betätigung.
Angesichts der drohenden Abwanderung der Jugend entschloss sich der DAV 1984 zur Aufnahme des Freikletterns, später Sportkletterns, in seine Aktivitäten. Der Verband schuf neue Strukturen für das leistungsorientierte Sportklettern wie beispielsweise Trainingsprogramme. In vielen Sektionen wurden Sportklettergruppen gegründet, die ersten künstlichen Kletteranlagen gebaut und Kletterwettkämpfe organisiert.

### JDAV im DAV ab 1990
Am 3. Oktober 1990 beging Deutschland die Vereinigung der beider Staaten DDR und BRD. Damit war knapp ein Jahr nach dem Mauerfall die Teilung Deutschlands überwunden und die Existenz der DDR beendet. Mit der Wiedervereinigung wuchs die JDAV und die neuen Bundesländer wurden in den Jugendausschuss integriert.
Seit 1994 hat der JDAV mit der Jugendbildungsstätte Hindelang eine eigene Jugendbildungsstätte. Aufgrund der Satzungsänderung des DAV 2004 wurde der Bundesjugendleiter als Vizepräsident in das Präsidium des DAV berufen. Der Bundesjugendleiter oder ein Stellvertreter leitet den Bundesjugendausschuss. 2013 erhielt die Bundesjugendleitung ein Antragsrecht in der Hauptversammlung und die Mitglieder der Bundesjugendleitung sowie des Bundesjugendausschusses das Rederecht. Außerdem ist ein Vertreter der Bundesjugendleitung seitdem festes Mitglied im Verbandsrat.
Die JDAV beschloss 2015 eine neue Bundesjugendordnung und eine neue Geschäftsordnung: seit 2016 bilden Bundesjugendleiterin und Bundesjugendleiter eine paritätische Doppelspitze und teilen sich die Aufgaben. Im gleichen Atemzug wurden alle amtierenden Beisitzer der Bundesjugendleitung zu stellvertretenden Bundesjugendleiter. 2017 erfolgte dann eine Überarbeitung der hauptberuflichen Struktur und die Untergliederung der Geschäftsstelle in das Ressort Jugend und das Ressort Jugendbildungsstätte Hindelang. Darüber hinaus wurde 2017 die neue Mustersektionsjugendordnung (MSJO) eingeführt.
Die Grundsätze und Bildungsziele der JDAV beschreiben, wie der Name schon sagt, die Ziele und Werte, die die JDAV mit ihrer Jugendarbeit verfolgt. Sie wurden in den letzten Jahren vollständig überarbeitet am Bundesjugendleitertag 2019 in der aktuellen Version beschlossen. Die JDAV entwickelte sich damit seit der Jahrtausendwende zunehmend zu einem eigenständigen Jugendverband innerhalb des DAV, dessen Positionen und vielfältigen Projekte die Ausrichtung des Gesamtvereins nicht nur nachhaltig beeinflussten, sondern auch maßgeblich mitbestimmten.

## Aufgaben der JDAV
„Die Aufgaben der JDAV sind in der Bundesjugendordnung geregelt.

Die JDAV gestaltet und fördert die Jugendarbeit innerhalb des DAV.

Die JDAV vertritt die Interessen ihrer Mitglieder im DAV und nach außen.

Die Interessensvertretung nach außen erfolgt insbesondere durch die Vertretung in den Jugendringen.

Innerhalb des DAV nimmt die JDAV ihre Aufgaben auf Sektions-, Landes- und Bundesebene im Rahmen der jeweiligen Satzung des DAV eigenständig und selbstorganisiert wahr.

Die Arbeit der JDAV muss mit dem Leitbild und der Satzung des DAV in Einklang stehen.

Maßgeblich für die Jugendarbeit sind auch die ‚Grundsätze und Bildungsziele der JDAV‘.“

## Aufbau der JDAV

### Sektionsebene
- Jugendleiter
  - Der Jugendleiter hat die Aufgabe sich regelmäßig in einer Sektionsjugend zu engagieren. Dabei spielt es keine Rolle, ob er eine wöchentliche Gruppenstunde leitet, eine Gruppenausfahrt betreut oder sich anderweitig aktiv einbringt.[11]
- Jugendreferent
  - Der Jugendreferent soll mit folgenden Gruppen in JDAV/DAV interagieren: Sektionsvorstand, Jugendleiter, Kinder und Jugendliche, Eltern, Landesjugendleitung und Bundesjugendleitung.[12]
- Mustersektionsjugendordnung

„Die Mustersektionsjugendordnung (MSJO) hat für die Arbeit in den Sektionen grundlegende Bedeutung. Die MSJO regelt einheitlich die Grundzüge der Arbeit der JDAV und die Zusammenarbeit mit dem DAV auf Sektionsebene.

Jede DAV Sektion hat eine Sektionsjugendordnung, die die Strukturen, Kompetenzen und Aufgaben für die Jugendarbeit auf Sektionsebene regelt. Basis für alle Sektionsjugendordnungen bildet die Mustersektionsjugendordnung. Wenn die Sektionsjugend keine eigene Sektionsjugendordnung beschließt, gilt die Mustersektionsjugendordnung in ihrer gültigen Fassung.

Sie ist eine Ordnung mit bindendem Charakter im Sinne der DAV Satzung und wird daher neben dem Bundesjugendleitertag (ab 2023 "Bundesjugendversammlung") durch die DAV Hauptversammlung beschlossen.“

### Landesebene
Die JDAV in den Landesverbänden ist ganz unterschiedlich. Aber alle Landesverbände werden von einer ehrenamtlichen Landesjugendleitung geleitet.
- Die JDAV Landesverbände

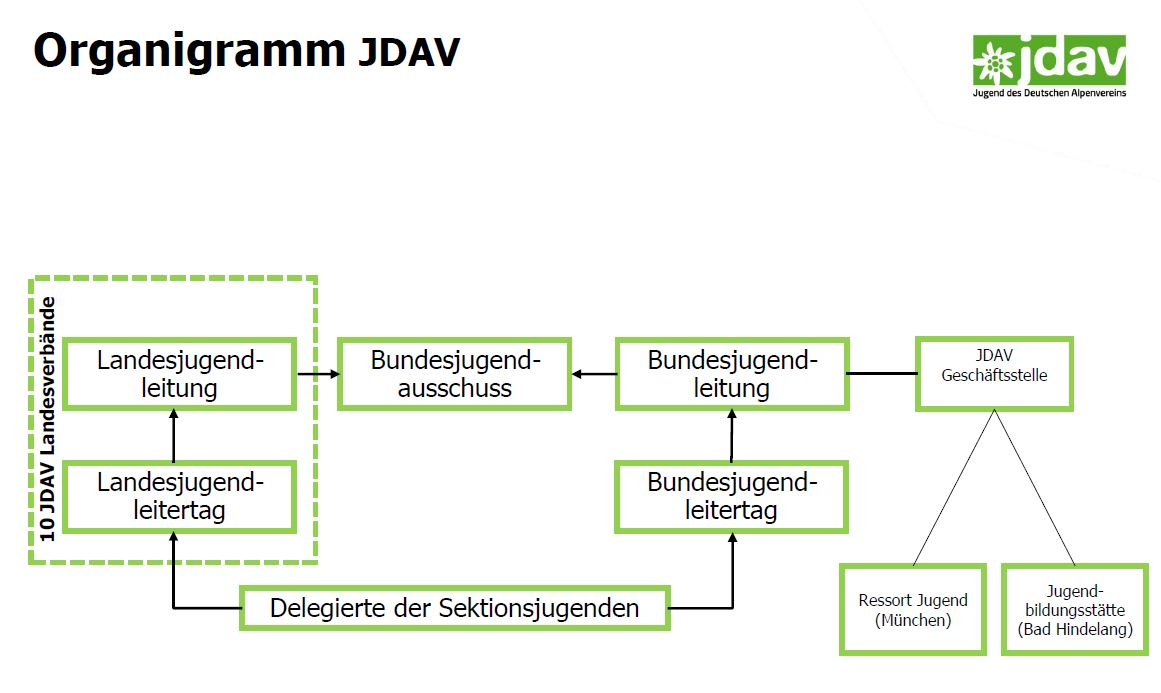
Organigramm der JDAV

  - Die Mitglieder der JDAV eines oder mehrerer Bundesländer bilden die JDAV Landesverbände.
  - Oberstes Entscheidungsorgan des JDAV Landesverbandes ist die Landesjugendversammlung. Die Landesjugendversammlung legt unter anderem die Schwerpunkte der Jugendarbeit auf Landesebene fest, beschließt die Landesjugendordnung und wählt die Landesjugendleitung.
  - JDAV Landesverbände können in JDAV Bezirke unterteilt werden.
  - Die JDAV Landesverbände gestalten und fördern die Jugendarbeit auf regionaler Ebene. Die JDAV Landesverbände vertreten die Interessen ihrer Mitglieder in den regionalen Untergliederungen des DAV und nach außen.[14]
- Der Landesjugendleitertag
  - Teilnehmende Ressourcen: Teilnahme- und stimmberechtigt auf dem Landesjugendleitertag sind die Jugendleiterinnen und Jugendleiter, Jugendreferentinnen und Jugendreferenten der in dem jeweiligen Bundesland ansässigen DAV-Sektionen, die Mitglieder der Bezirksjugendleitungen sowie die Mitglieder der Landesjugendleitung.[15]
- Die JDAV Landesjugendleitungen
  - Die Landesjugendleitung leitet den JDAV Landesverband und ist im Vorstand des jeweiligen DAV Landesverbandes/der jeweiligen DAV Landesverbände vertreten.
  - Die Landesjugendleitung besteht aus zwei Landesjugendleiter unterschiedlichen Geschlechts und mindestens einem stellvertretenden Landesjugendleiter.
  - Die Landesjugendleitung setzt die Beschlüsse der Landesjugendversammlung um und führt die laufenden Geschäfte. Die Landesjugendleitung kann Aufgaben delegieren.[16]
- Musterlandesjugendordnung
  - Die Musterlandesjugendordnung regelt den Aufbau und die Arbeit der zehn JDAV Landesverbände. Seit dem 1. Januar 2018 müssen alle JDAV Landesverbände eine eigene Landesjugendordnung verabschieden, die sich an einer einheitlichen Musterlandesjugendordnung orientiert.[17]

### Bundesebene

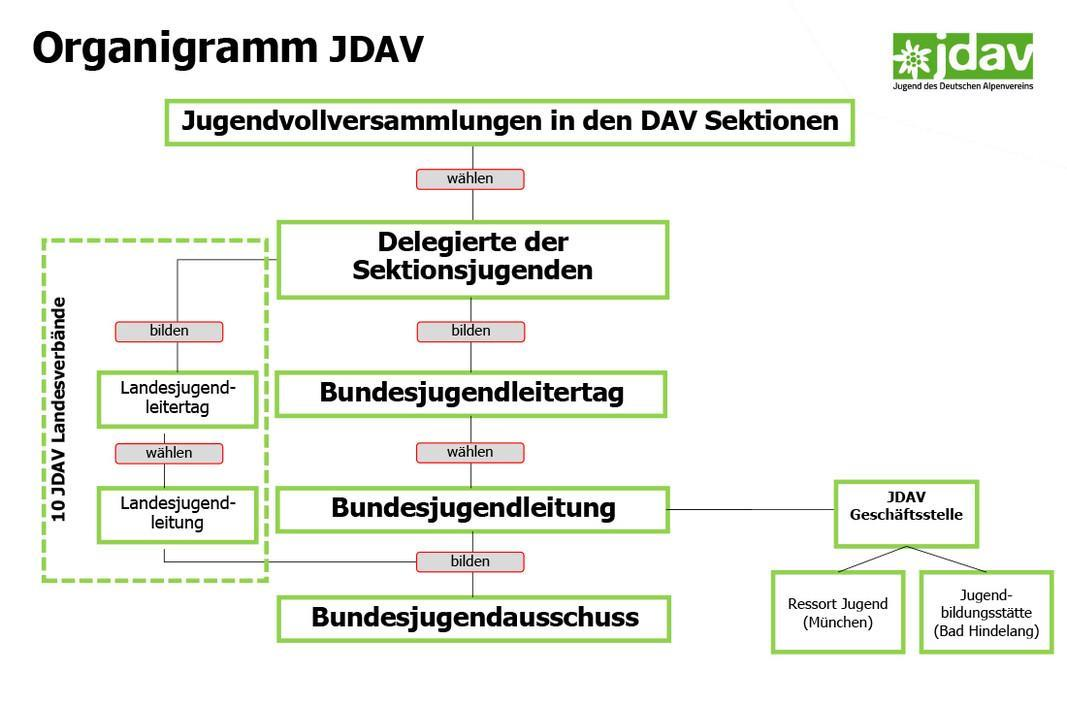
Organigramm der JDAV

Die JDAV auf Bundesebene wird von der Bundesjugendleitung geleitet. Die Bundesjugendleitung besteht aus dem Bundesjugendleiter und der Bundesjugendleiterin, vier stellvertretenden Bundesjugendleiter sowie einem stellvertretenden Bundesjugendleiter „Bildung“.
- Der Bundesjugendleitertag
  - Teilnehmende Ressourcen: delegierte Jugendleiter, Jugendreferent, Landes- und Bezirksjugendleiter, die Mitglieder der Bundesjugendleitung, des Bundeslehrteam Jugend und der Landesjugendleitungen.[18]
- Die Bundesjugendleitung
  - Die Bundesjugendleitung leitet die laufende Jugendarbeit der JDAV. Sie vertritt die Interessen der Jugend im DAV und nach außen.[19]
- Der Bundesjugendausschuss
  - Der Bundesjugendausschuss (BJA) der JDAV besteht aus den Mitgliedern der Bundesjugendleitung und jeweils einem Vertreter der JDAV-Landesverbände. Der JDAV Geschäftsführer und ein Mitglied der Leitung der Jugendbildungsstätte nehmen an den Sitzungen mit beratender Stimme teil.[20]
- Die JDAV Geschäftsstelle auf Bundesebene besteht formal aus dem:
  - Geschäftsführer JDAV
  - Leiterin Ressort Jugend
  - Leiter Jugendbildungsstätte Hindelang[21]

## Bundesjugendleiter
Eine chronologische Übersicht über alle Bundesjugendleiter der JDAV seit 1969. Gemäß der Bundesjugendordnung werden die Bundesjugendleiter alle vier Jahre gewählt. Gerhard Friedl war der erste Bundesjugendleiter, vorher gab es ab 1965 ein Gremium bestehend aus Jugendreferent, Verbindungsmännern und einer Riege von Extrembergsteigern, welche die Interessen der Jugend im DAV vertraten.
| Amtszeit     | Bundesjugendleiter                                          |
| ------------ | ----------------------------------------------------------- |
| 1969–1975    | Gerhard Friedl                                              |
| 1975–1980    | Lotte Pichler                                               |
| 1980–1984    | Ludwig Bertle                                               |
| 1984–1988    | Klaus Umbach                                                |
| 1988–1992    | Michael Schimpfle                                           |
| 1992–1996    | Thomas Kuhn                                                 |
| 1996–2001    | Johannes Rauschnabel                                        |
| 2001–2009    | Hannes Boneberger (Zwei Wahlperioden)                       |
| 2009–2013    | Michael Knoll (Mimi Lihs geb. Knoll)                        |
| 2013–2017    | Philipp Sausmikat                                           |
| 2017–2019    | Sunnyi Mews, Richard Kempert (Paritätische Doppelspitze)    |
| 2019–2023    | Hanna Glaeser, Simon Keller (Paritätische Doppelspitze)     |
| 2023 – heute | Annika Quantz, Raoul Taschinski (Paritätische Doppelspitze) |

## Die „Grundsätze und Bildungsziele“ als Leitfaden der Jugendarbeit
Maßgeblich für die Jugendarbeit sind die „Grundsätze und Bildungsziele“, kurz GBZ.

### Grundsätze und Bildungsziele der JDAV
„die Unterstützung der Persönlichkeitsentwicklung junger Menschen,

den Erwerb von Kompetenzen zu einer verantwortungsvollen Ausübung des Bergsports und das Erleben von unvergesslichen Erfahrungen – in den Bergen und darüber hinaus,

das Erfahren von Mitwirkung und die Ermutigung zum Engagement,

die Ermutigung junger Menschen für Vielfalt und Gerechtigkeit einzustehen und

die Übernahme von Verantwortung für Natur, Umwelt und zukünftige Generationen – für die nachhaltige Gestaltung all unserer Aktivitäten.“

### Teamer der JuBi
Die Teamer an der JuBi sind fachsportlich und ökologisch qualifizierte, pädagogische Fachkräfte. Sie führen erlebnispädagogische Maßnahmen für verschiedene Zielgruppen im Gebirge und dem voralpinen Raum unter der besonderen Berücksichtigung ökologischer Aspekte pädagogisch zielgerichtet durch. Die JuBi orientiert sich dabei an den Qualitätsstandards des Bayerischen Jugendrings (BJR) für die Durchführung erlebnispädagogischer Maßnahmen.

### Zertifizierung
Seit 2008 entwickeln die Jugendbildungsstätten in Bayern ihr Zertifizierungssystem kontinuierlich weiter. In seiner aktuellen Form findet das Peer Review zur Qualitätssicherung der Häuser und Seminarprogramme seit 2011 im zweijährigen Rhythmus statt. So garantieren die vom Bayerischen Jugendring anerkannten und geförderten Jugendbildungsstätten in Bayern verbindliche gemeinsame Qualitätsstandards, die im Sinne ihrer Gäste regelmäßig überprüft und verbessert werden.

## Gemeinsamkeiten mit dem Hauptverein (DAV)
- Leistungssport
- Natur und Klimaschutz
- Mitgliedschaften
- Sonstige Aktivitäten
- Alpines Museum

## Mitgliedschaften der JDAV
- Seit 1952 ist die JDAV ein Mitglied im Deutschen Bundesjugendring.[27] Seit 2021 stellt die JDAV mit Raoul Taschinski ein Vorstandsmitglied beim Deutschen Bundesjugendring.[28]
- Seit Herbst 2021 ist die JDAV Mitglied bei IDA Informations- und Dokumentationszentrum für Antirassismusarbeit.[29]

## Publikationen
- Zusätzlich zur Mitgliederzeitschrift des DAV, Panorama, gibt es das Magazin der Jugend des DAV, den Knotenpunkt. Vorgänger war seit 1955 Jugend am Berg. Diese Zeitschrift wurde 2006 durch den Knotenpunkt abgelöst.[30]